# Leporinus maculatus
Leporinus maculatus är en fiskart som beskrevs av Müller och Troschel, 1844. Leporinus maculatus ingår i släktet Leporinus och familjen Anostomidae. Inga underarter finns listade i Catalogue of Life.